# خياطة خير خانا

«خياطة خير خانا»

خياطة خير خانا (بالإنجليزية: The Dressmaker of Khair Khana) هو كتاب للكاتبة الأمريكية غايل تسيماتش ليمون، نُشر في شهر مارس من عام 2011 من قِبل دار هاربر كولنز للنشر. يوثق الكتاب قصة كاميليا صديقي، وهي صاحبة مشاريع ورائدة أعمال أفغانية في ريعان شبابها تزاول أعمالها خلال سنوات حكم طالبان في أفغانستان، في وقتٍ كانت فيه حقوق المرأة في البلاد مقيدة بشدة. يعدّ هذا الكتاب الأول من إعداد ليمون، التي تشغل منصب نائبة مدير برنامج النساء والسياسة الخارجية التابع لمجلس العلاقات الخارجية. ورد ذكر عملها في النيويورك تايمز والفاينانشال تايمز وكريستشن ساينس مونيتور وغيرها.
كان «خياطة خير خانا» على قائمة النيويورك تايمز لأكثر الكتب مبيعاً. قامت جوليا شيفيتز بتحرير الكتاب.

## المنشأ
في شتاء عام 2005، سافرت ليمون إلى أفغانستان كجزء من دراسة حالة كانت تكملها للحصول على ماجستير إدارة الأعمال من جامعة هارفارد. حيث كانت ليمون تدرس حال سيدات الأعمال ولا سيما في مناطق النزاع. لقد سعت إلى تغيير السرد من «الضحية» إلى «الناجية». بالنظر إلى لهجة الحذر في أفغانستان، فقد كان من الصعب في البداية تحديد موضوع صالح للاستمرار. ومع ذلك، أحالت جهة اتصال ليمون إلى كاميليا صديقي وعائلتها. التقت ليمون معهم وشركائهم خلال عدة رحلات لاحقة إلى أفغانستان.

## ملخص الأحداث
تبدأ القصة في عام 1996 في اليوم الذي تخرجت فيه كاميليا بشهادتها التدريسية، واليوم الذي وصل فيه طالبان إلى العاصمة الأفغانية كابل وموطن عائلة صديقي. كانت عقيدة طالبان تدور حول مبدأ عزل النساء تمامًا عن المجتمع. حيث لم يُسمح للنساء بالعمل أو الذهاب إلى المدرسة أو حتى مغادرة المنزل دون قريب أو ذكر محرم. كما أن والد كاميليا وإخوانها لم يفلتوا من الاضطهاد، واضطروا إلى الفرار من المدينة. كانت كاميليا غير قادرة على التدريس ويائسة تحاول دعم عائلتها، فأتقنت فن الخياطة ونقلت تلك المهارات لشقيقاتها الصغار.
ومن أجل العثور على عمل لصالح الأعمال الناشئة، تقوم كاميليا في كثير من الأحيان بجولة في رحلة خطرة إلى السوق وتلتقي بأصحاب متاجر الملابس المحلية. قريباً يزدهر العمل وترى كاميليا فرصة لمساعدة النساء الأخريات في مجتمعها. بمساعدة أخواتها، تفتح مدرسة للخياطة في منزلها لتعليم النساء كيفية الخياطة ومنحهن العمل بمجرد إتمام التدريب. في وقت يسوده الفقر الذي لا يمكن التغلب عليه، أصبحت قادرة على توظيف ما يقرب من مائة من صديقاتها وجيرانها، بينما تهرب طوال الوقت من تبصر حركة طالبان.

## الآراء النقدية
تناولت بعض المجلات والصحف مراجعة «خياطة خير خانا» بما في ذلك الهافينغتون بوست وكريستشن ساينس مونيتور ولوس أنجلوس تايمز. وصفت مجلة بيبول الكتاب بأنه نافذة رائعة على الحياة الأفغانية تحت حكم طالبان والاحتفال بالنساء في جميع أنحاء العالم اللاتي يدعمن أحبائهم بإصرار وإبداع وشجاعة. وأشارت صحيفة هافينغتون بوست إلى أن «خياطة خير خانا» هو كتاب يتشاركه الأجيال والأجناس، وهي قصة راقية وحقيقية للغاية عن كيفية استعداد إحدى النساء لبدء عمل تجاري وانتهاءً بالحفاظ على كرامة العديد من النساء.
كتبت أنجلينا جولي، وغريغ مورتنسون، ومحمد العريان، ورئيسة تحرير الديلي بيست تينا براون تعليقات عن غلاف الكتاب.